# Pongrácovce
Pongrácovce (allemand : Pankrazdorf) est un village de Slovaquie situé dans la région de Prešov.

## Histoire
Première mention écrite du village en 1297.

## Démographie

### Évolution de la population
| Année:               | 1994. | 2004.    | 2014. | 2024.    |
| -------------------- | ----- | -------- | ----- | -------- |
| Nombre de personnes: | 114   | 100      | 111   | 140      |
| Différence:          |       | -12,28 % | +11 % | +26,12 % |

| Année:               | 2023. | 2024.   |
| -------------------- | ----- | ------- |
| Nombre de personnes: | 135   | 140     |
| Différence:          |       | +3,70 % |